# 有澤恒夫
有澤 恒夫（ありさわ つねお、1953年 - ）は、日本の経営学者。専門は、キャリア教育・人的資源管理。北海道室蘭市出身。
北海道室蘭栄高等学校卒業。1977年早稲田大学政治経済学部卒業、キリンビール入社。1996年青山学院大学大学院国際政治経済研究科修士課程修了。その後、キリンビールの課長職や明の星女子短期大学国際コミュニケーション学科兼任講師を経て、2004年高知工科大学就職センター副センター長。2008年岡山大学環境理工学部キャリアサポート室教授。2011年同キャリア開発センター准教授。2014年同若手研究者キャリア支援センター教授。2018年苫小牧駒澤大学学長。北洋大学に改称する前の最後の学長となった。2021年札幌国際大学観光学部観光ビジネス学科教授。